# Leonid Nazarenko
Leonid Nazarenko (ryska: Леонид Васильевич Назаренко), född den 21 mars 1955 i Gulkevitji, Sovjetunionen, är en sovjetisk fotbollsspelare som tog OS-brons i fotbollsturneringen vid de olympiska sommarspelen 1976 i Montréal.